# 金水河 (北京)
金水河，位于北京市的紫禁城附近，分为两条，是明朝永乐年间与紫禁城一同建成。

## 外金水河
天安门前东西流向。长500米，宽18米。从北京中山公园东墙，至劳动人民文化宫汇入菖蒲河。上有5座汉白玉的石桥。

## 内金水河

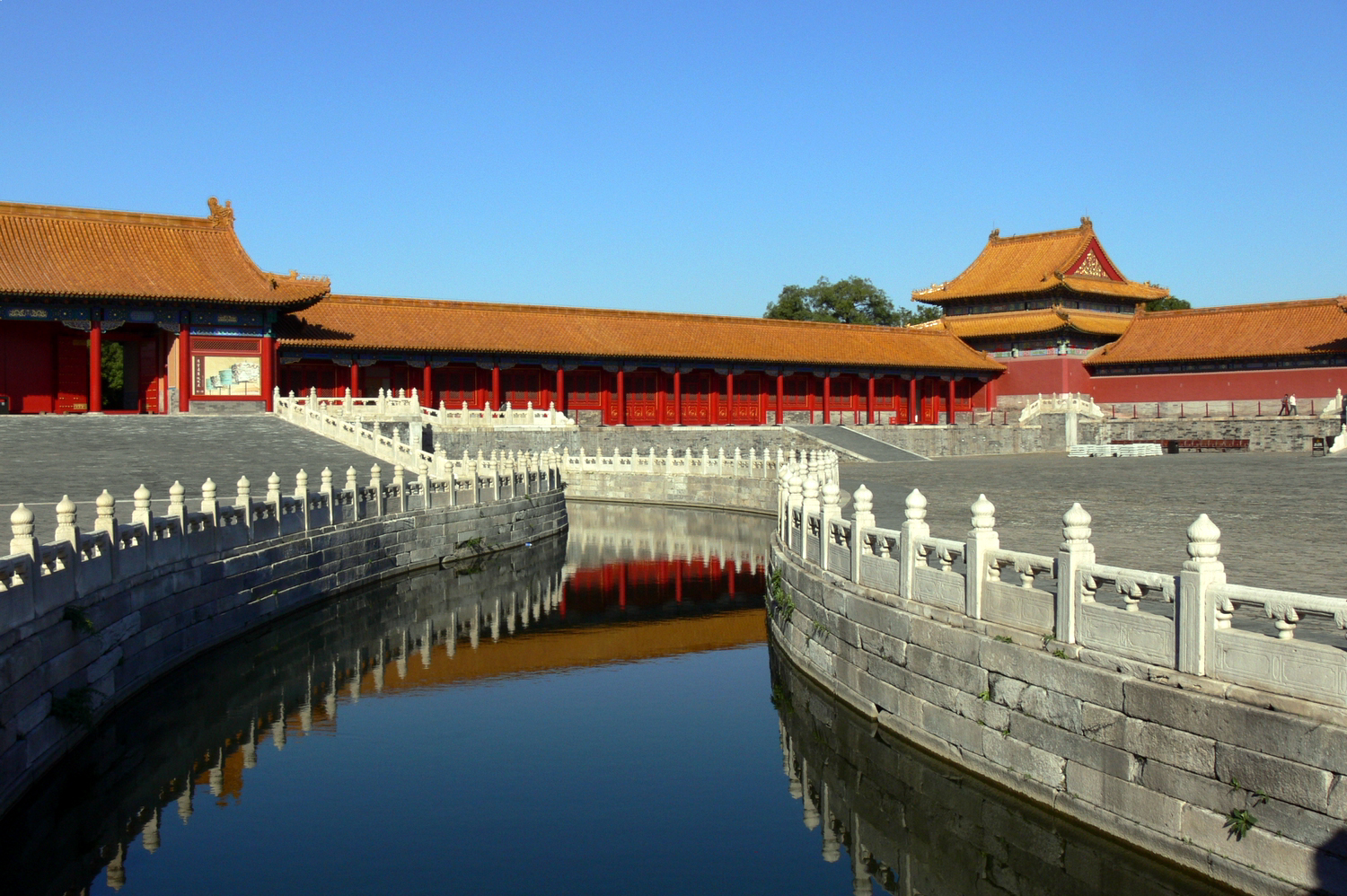
太和门前的内金水河。从内金水桥西侧拍摄。左侧为熙和门

紫禁城太和门前东西流向的河，因为在太和门前的走向形似玉带，故又称“玉带河”。在太和门前的一段，长500米，最宽处约12米，河上也有5座汉白玉石桥。内金水河两端通筒子河，